# Scotoleon digueti
Scotoleon digueti är en insektsart som först beskrevs av Navás 1913.  Scotoleon digueti ingår i släktet Scotoleon och familjen myrlejonsländor. Inga underarter finns listade i Catalogue of Life.